# Harald Sohlberg
Harald Oskar Sohlberg (29. listopadu 1869 Kristiania – 19. června 1935 Oslo) byl norský malíř a grafik. 
Byl synem obchodníka s kožešinami a měl deset sourozenců, bratr Thorleif Sohlberg byl operním pěvcem. V letech 1885 až 1890 navštěvoval Královskou výtvarnou akademii v Kristianii. Pak absolvoval kurzy u malířů jako byli Johan Nordhagen, Kristian Zahrtmann a Harriet Backerová. Podnikl také studijní cesty do Výmaru, Paříže a Benátek. V roce 1901 se oženil s Lili Hennumovou. 
Významným zdrojem inspirace pro něj byl pobyt ve Valdres, často také zachycoval scenérie z oblasti Rondane. Rozhodující úspěch mu přinesla účast na národní výstavě Høstutstillingen, po níž se jeho mecenášem stal průmyslník Olaf Schou. V letech 1902 až 1905 žila Sohlbergova rodina v Rørosu a atmosféra hornického regionu se také objevila na jeho obrazech. Pro závěrečné období umělcovy tvorby jsou charakteristické městské výjevy z Osla a okolí.  
Harald Sohlberg byl autorem olejomaleb, akvarelů i grafik. Ve své tvorbě spojoval norskou výtvarnou tradici s vlivy modernismu, které načerpal při pařížském pobytu. Vytvářel především krajinomalby, v nichž zachycoval specifickou náladu severské přírody, jeho oblíbeným motivem byla bílá noc. Pro originální práci s barvou bývá Sohlberg srovnáván s Paulem Gauguinem a Edvardem Munchem. Jeho dílo je řazeno k novoromantismu a symbolismu, mystické pojetí přírody bylo ovlivněno autorovým panteismem. Snovou atmosféru Sohlbergovým obrazům dodává časté použití symetrické kompozice a téměř úplná absence lidských postav.
Sohlbergova díla mají ve sbírkách Národní galerie a Národní muzeum umění, architektury a designu v Oslu. Obraz Zimní noc v Rondane byl v Norsku vydán na známkách, obraz Rozkvetlá louka na severu použil na obálku jedné ze svých knih americký básník Robert Bly.

## Galerie

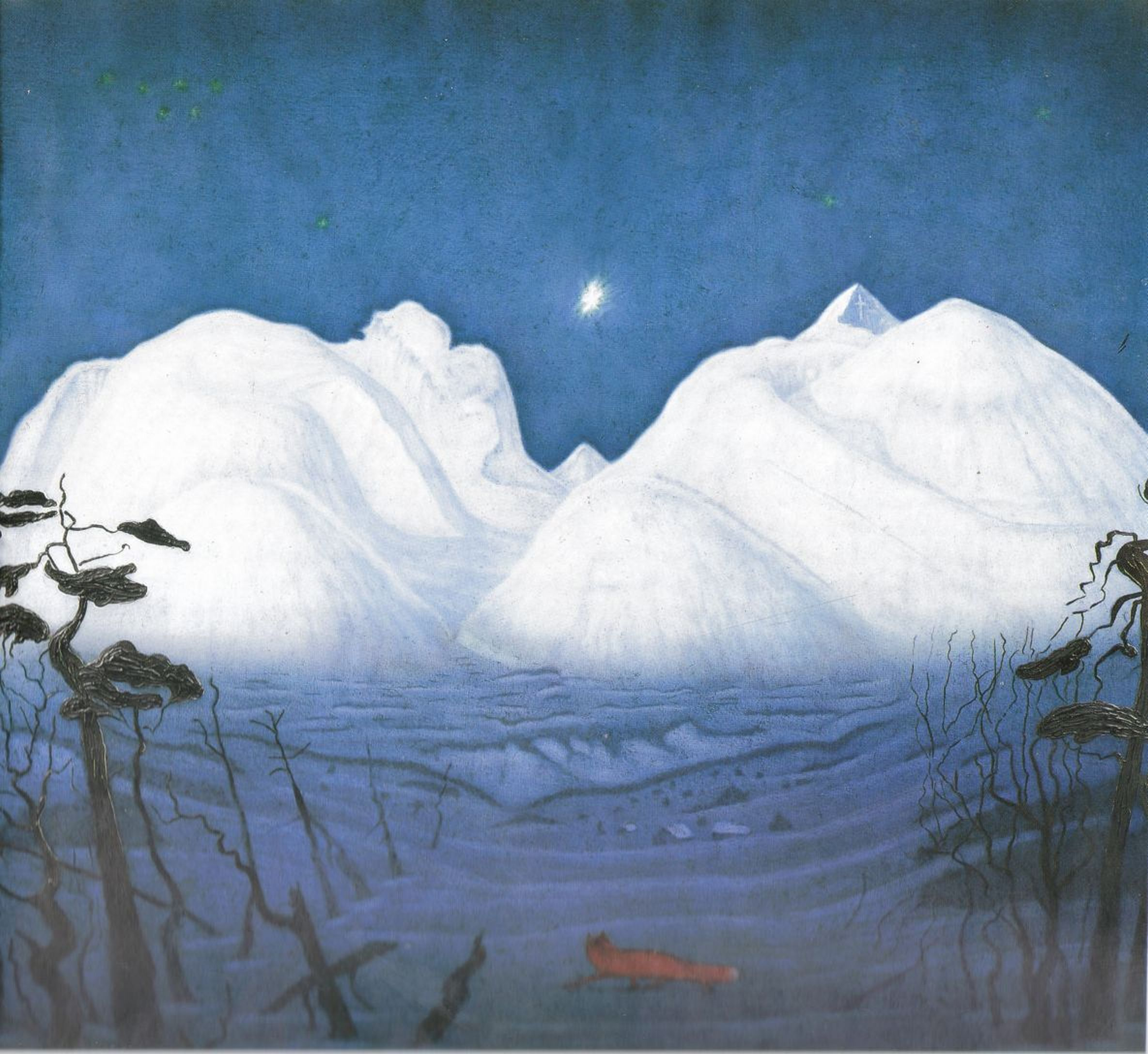
Zimní noc v Rondane
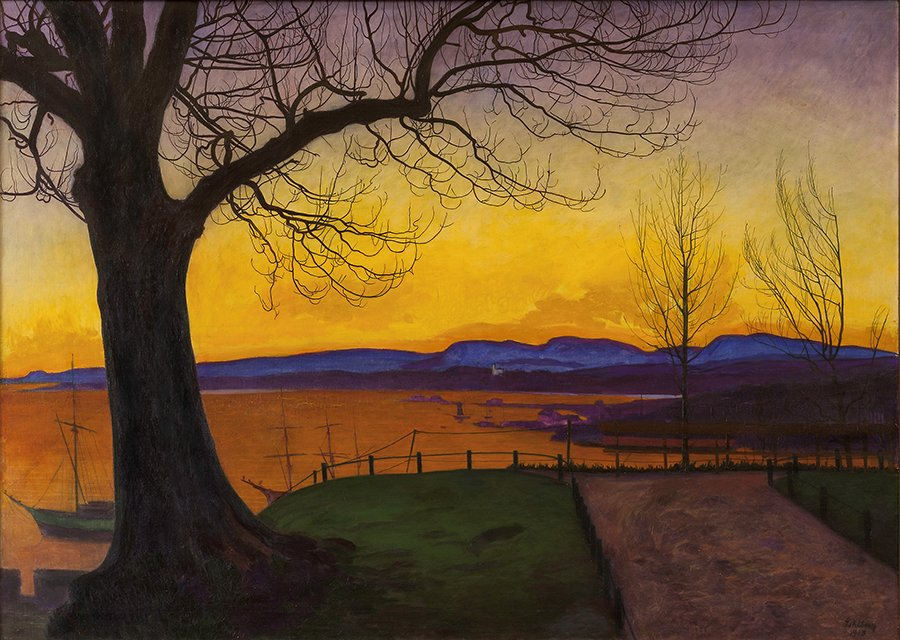
Pevnost Akershus
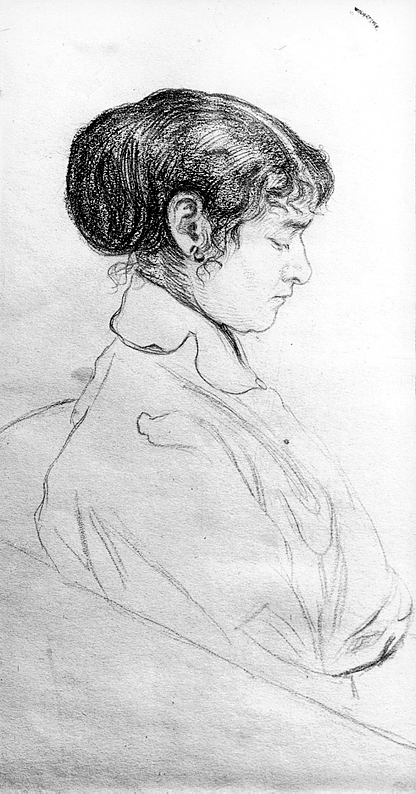
Portrét umělcovy ženy
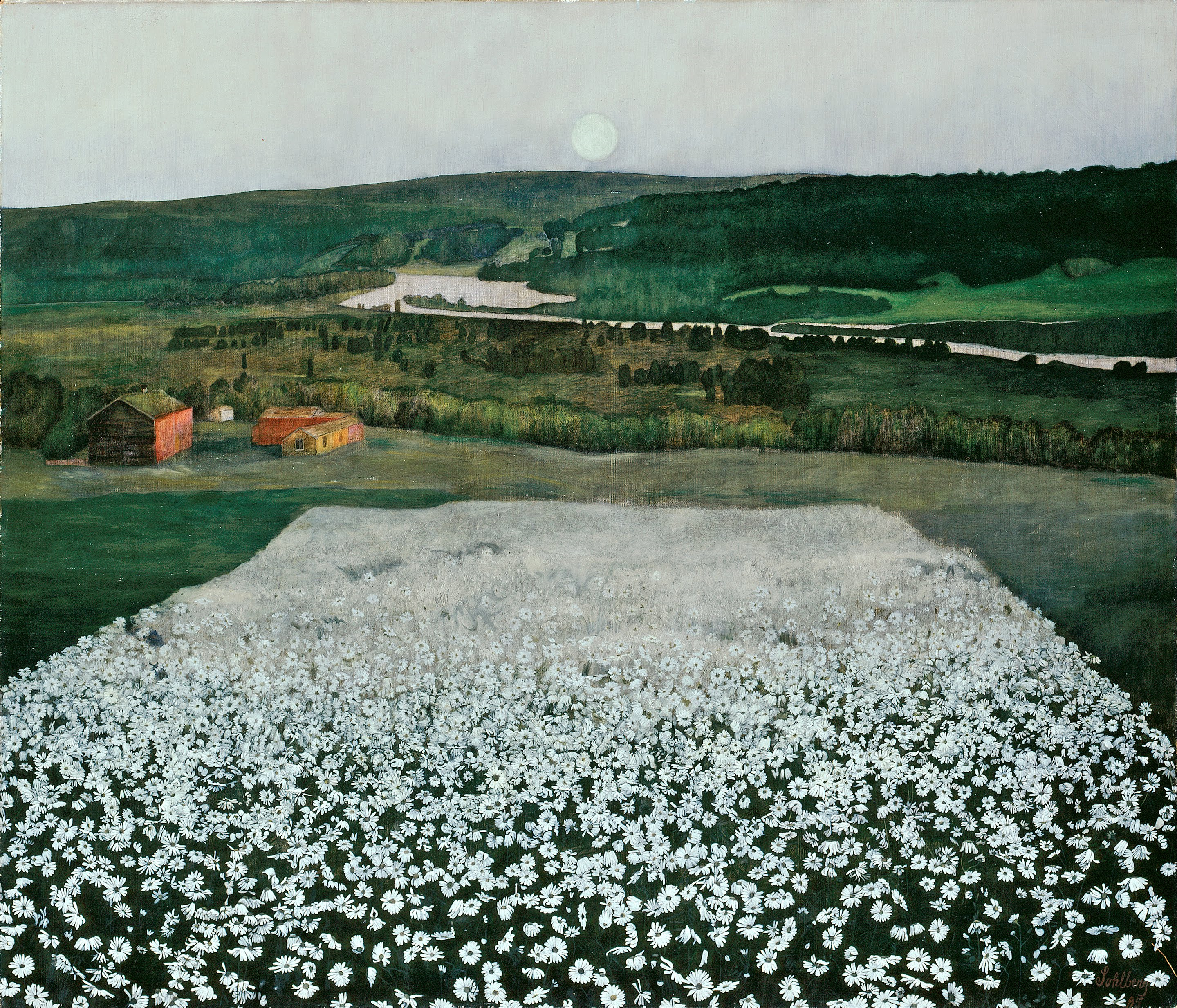
Rozkvetlá louka na severu
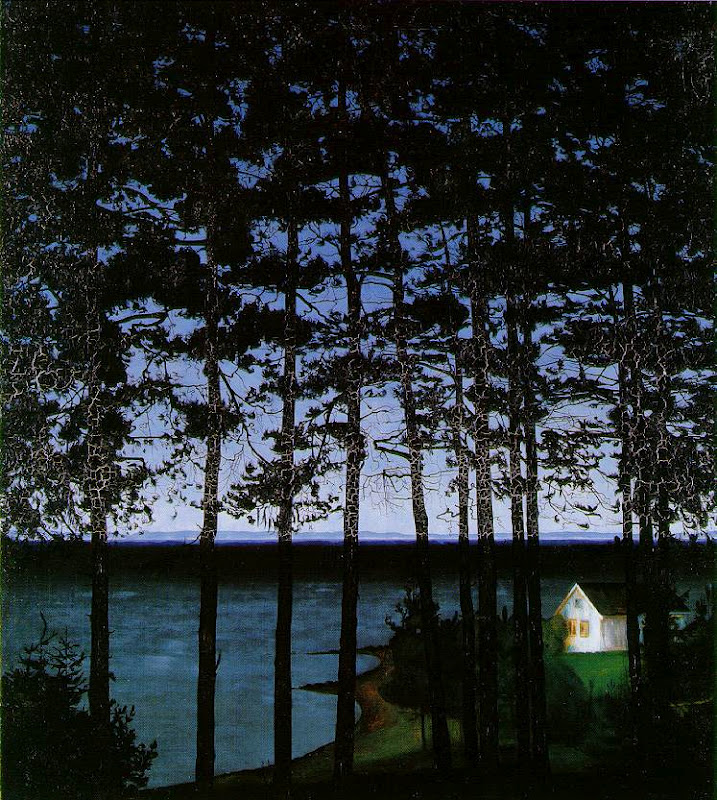
Rybářská chata
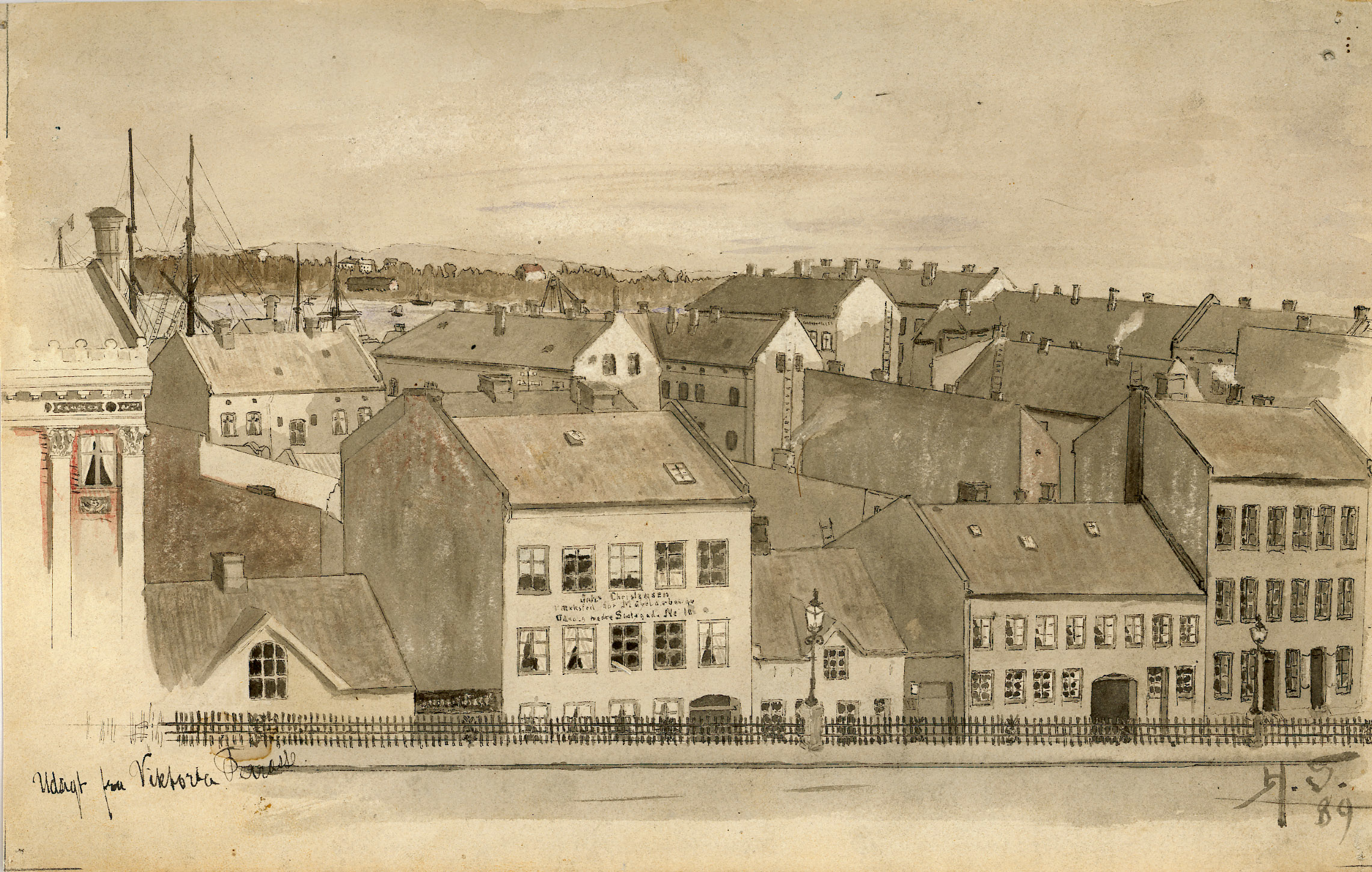
Pohled na Victoria Terasse
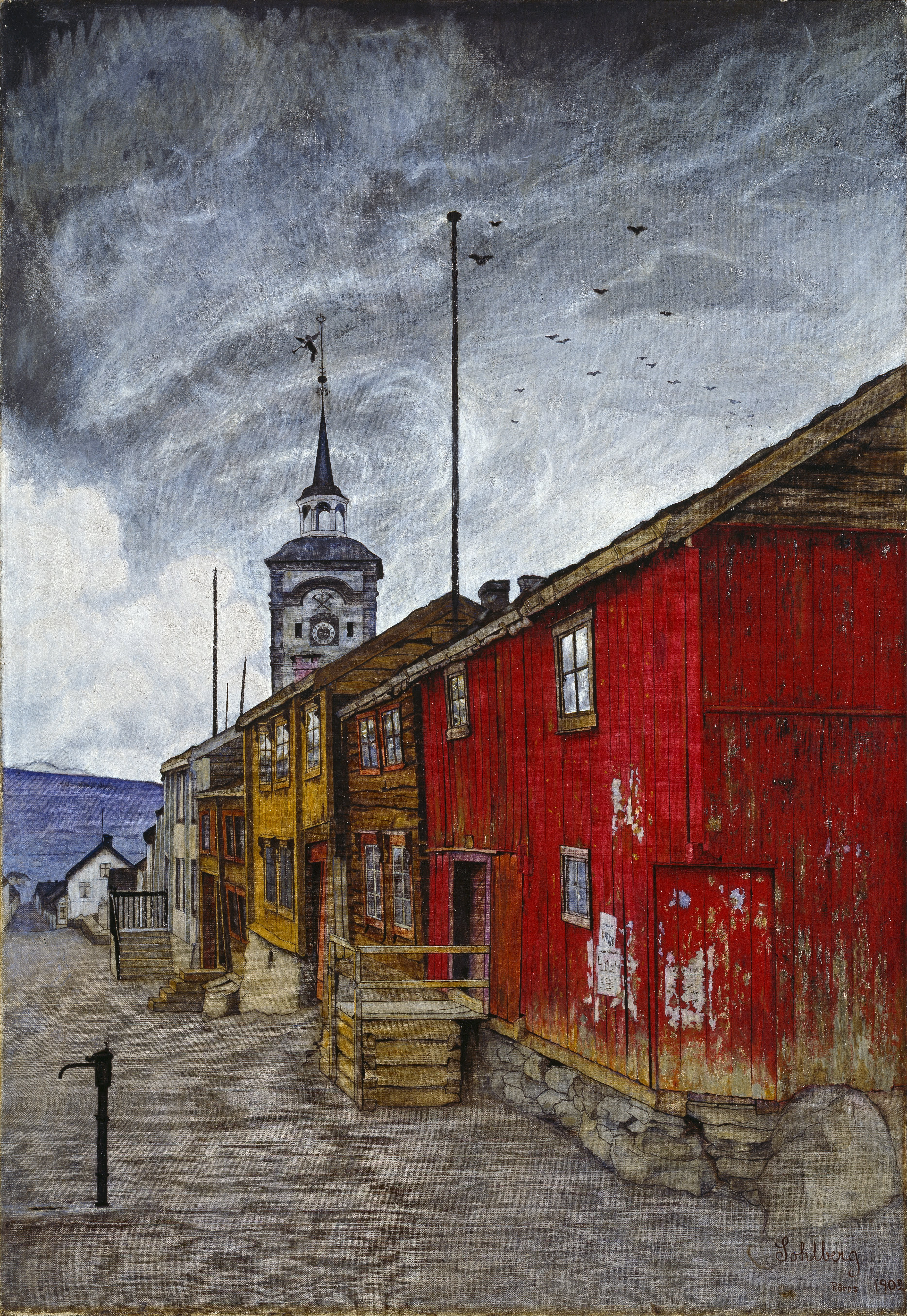
Ulice v Rørosu
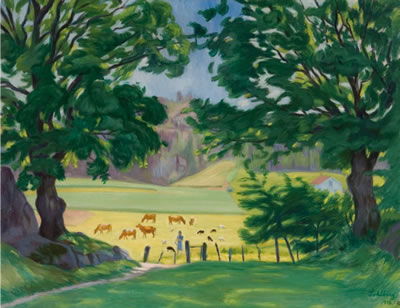
Sara hlídá stádo